# 盐城市
盐城市，简称盐，又称盐阜，古称盐渎，是中华人民共和国江苏省下辖的地级市，位于江苏省中东部沿海。海岸线长582公里，占全省海岸线总长度的61%。市境南邻南通市、泰州市，西界扬州市、淮安市，西北接连云港市，东濒黄海。地处长江三角洲北部，苏北灌溉总渠以北属黄淮平原，以南分为两部分——串场河以西属里下河平原，以东属滨海平原，境内地势平坦，河渠纵横。灌河、废黄河、苏北灌溉总渠、射阳河、新洋港、通榆运河、串场河等河网贯通市境。全市总面积16,931平方公里，是江苏省面积最大的地级市，市人民政府位于盐都区世纪大道21号。
盐城拥有延绵的海岸线和广袤的沿海滩涂和滨海湿地，为理想的候鸟居所，黄（渤）海候鸟栖息地获联合国教科文组织列入世界自然遗产。

## 历史
盐城所在地域，周以前为淮夷地；九州劃分時属青州，春秋时属吴，后属越。战国时属楚。秦代属东海郡；西汉初为射阳侯刘缠封地。西汉时期，盐城尚为位于海岸线上的海港，以煎炼海水得盐为主要产业，从而得名。
汉武帝元狩四年（前119年），建盐渎县，这是盐城置县的开端，孙坚曾任盐渎县丞。三国时属魏，废县制；西晋又复县制；东晋义熙七年（411年）改名盐城，此为现名之始；南北朝称盐城郡；隋初仍为县，属江都郡；隋末，韦彻据盐称王，分为新安、安乐两县，唐初复置盐城县；宋代属楚州。
今天地级盐城市辖区在相当长的近代史时期（直至1949-1950年盐城专区成形）内分属不同的二级行政区，如清代分属淮安府和扬州府，市区则分属淮安府盐城县和扬州府東臺縣（或泰州兴化县）。盐城市区的核心地区（昔盐城县）在元朝属淮安路；明代属南直隶淮安府；清初属江南省淮安府，康熙六年（1667年），江苏、安徽分省后属于江苏省淮安府。民国初，盐城县隶属江苏省淮扬道。
国民政府时期，盐城县为江苏省第六行政督察区首县，督察区下辖东台县，兴化县，阜宁县。抗日战争后期，新四军渡江北上，军部设于盐城，控制附近盐城、阜宁一带，析东台县北部设台北县、析盐城县东部设盐东县、析阜宁县东部设阜东县、析盐城县北部设建阳县4县。1946年盐城县改名为叶挺县，城区设叶挺市，1949年撤销叶挺市，叶挺县建制，恢复盐城县原名。另外台北县因与台湾省台北县（今新北市）重名，改名大丰县；建阳县与福建省建阳县重名，改名建湖县；盐东县与阜东县调整为射阳县与滨海县。
盐城地区其它县的设置：阜宁县系清朝雍正九年（1731年）析自淮安府山阳县；东台县系乾隆三十三年（1768年）析自扬州府泰州；1966年新建响水县。1983年撤销盐城县，设立盐城市，下辖城区、郊区2区和响水、滨海、阜宁、射阳、建湖、大丰、东台7县。1987年，东台设县级市、1996年，大丰设县级市，1996年，撤销郊区，建盐都县。2004年城区更名为亭湖区，撤销盐都县，设立盐都区，原盐都县伍佑镇，步凤镇，便仓镇划归亭湖区。2015年7月，大丰撤市设区，设立盐城市大丰区。

## 地理

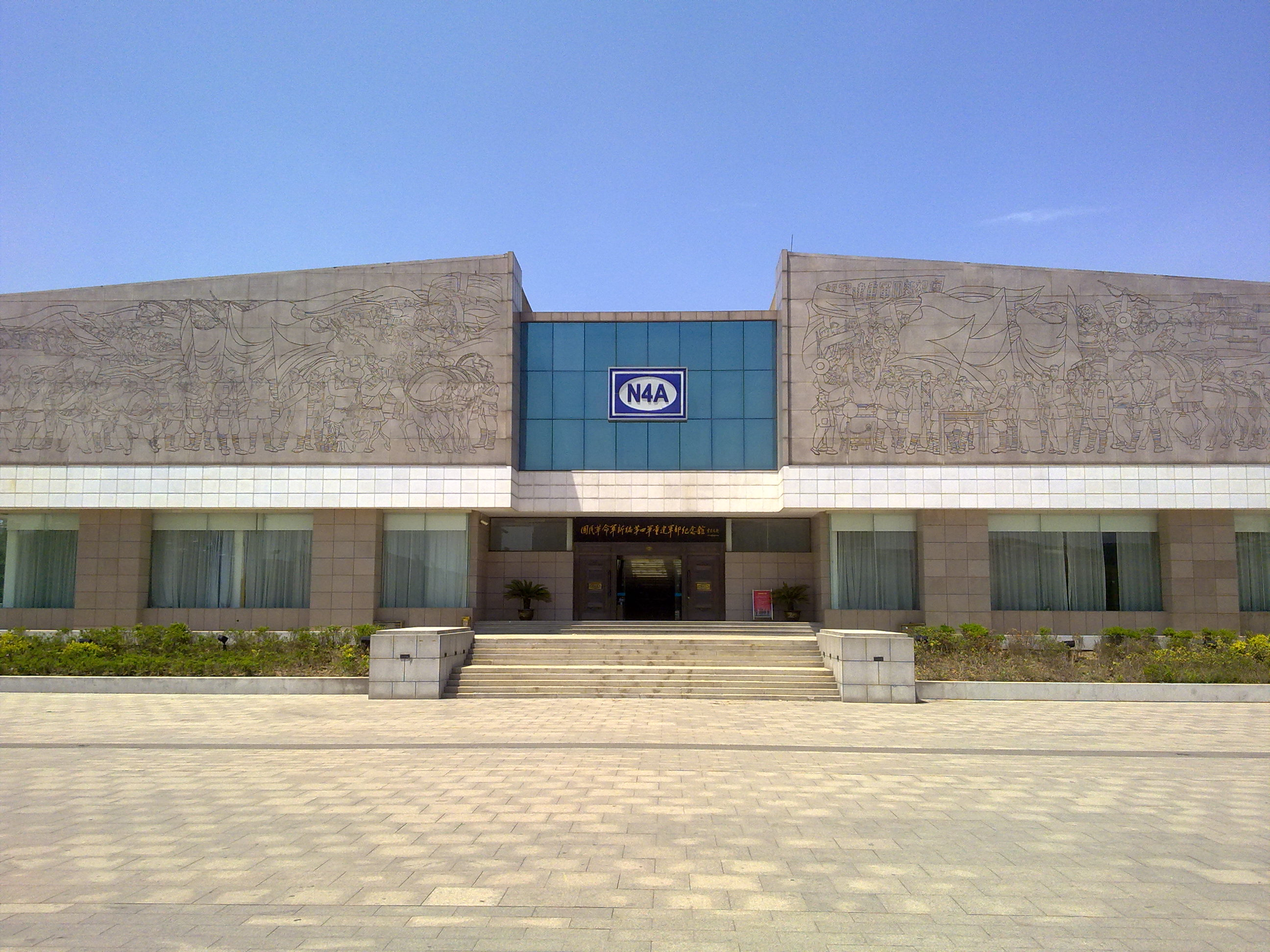
新四军纪念馆

盐城地处江苏省中东部的滨海平原和里下河平原，东临黄海，具体位于北纬32.85°～34.2°、东经119.57°～120.45°，南与南通市接壤，西南与扬州市、泰州市为邻，西与淮安市相连，北隔灌河和连云港市相望。
盐城地处北亚热带北部，属亚热带季风气候。年平均气温15.1℃，年平均无霜期约220天，年平均降水量1004.3毫米。以“东方湿地、水绿盐城”而闻名。
| 1991–2020年间盐城市的平均气象数据 | 1991–2020年间盐城市的平均气象数据 | 1991–2020年间盐城市的平均气象数据 | 1991–2020年间盐城市的平均气象数据 | 1991–2020年间盐城市的平均气象数据 | 1991–2020年间盐城市的平均气象数据 | 1991–2020年间盐城市的平均气象数据 | 1991–2020年间盐城市的平均气象数据 | 1991–2020年间盐城市的平均气象数据 | 1991–2020年间盐城市的平均气象数据 | 1991–2020年间盐城市的平均气象数据 | 1991–2020年间盐城市的平均气象数据 | 1991–2020年间盐城市的平均气象数据 | 1991–2020年间盐城市的平均气象数据 |
| 月份                              | 1月                               | 2月                               | 3月                               | 4月                               | 5月                               | 6月                               | 7月                               | 8月                               | 9月                               | 10月                              | 11月                              | 12月                              | 全年                              |
| --------------------------------- | --------------------------------- | --------------------------------- | --------------------------------- | --------------------------------- | --------------------------------- | --------------------------------- | --------------------------------- | --------------------------------- | --------------------------------- | --------------------------------- | --------------------------------- | --------------------------------- | --------------------------------- |
| 平均高温 °C（°F）                 | 6.4 (43.5)                        | 8.8 (47.8)                        | 13.5 (56.3)                       | 19.8 (67.6)                       | 25.2 (77.4)                       | 28.5 (83.3)                       | 31.1 (88.0)                       | 30.7 (87.3)                       | 27.1 (80.8)                       | 22.2 (72.0)                       | 15.7 (60.3)                       | 8.9 (48.0)                        | 19.8 (67.7)                       |
| 日均气温 °C（°F）                 | 2.0 (35.6)                        | 4.0 (39.2)                        | 8.3 (46.9)                        | 14.2 (57.6)                       | 19.8 (67.6)                       | 23.7 (74.7)                       | 27.3 (81.1)                       | 26.9 (80.4)                       | 22.8 (73.0)                       | 17.2 (63.0)                       | 10.8 (51.4)                       | 4.3 (39.7)                        | 15.1 (59.2)                       |
| 平均低温 °C（°F）                 | −1.2 (29.8)                       | 0.4 (32.7)                        | 4.2 (39.6)                        | 9.5 (49.1)                        | 15.2 (59.4)                       | 20.0 (68.0)                       | 24.2 (75.6)                       | 24.0 (75.2)                       | 19.4 (66.9)                       | 13.3 (55.9)                       | 7.0 (44.6)                        | 0.9 (33.6)                        | 11.4 (52.5)                       |
| 平均降水量 mm（）                 | 31.9 (1.26)                       | 33.2 (1.31)                       | 53.1 (2.09)                       | 49.9 (1.96)                       | 78.0 (3.07)                       | 138.5 (5.45)                      | 220.8 (8.69)                      | 182.9 (7.20)                      | 84.5 (3.33)                       | 48.1 (1.89)                       | 53.3 (2.10)                       | 30.1 (1.19)                       | 1,004.3 (39.54)                   |
| 平均相對濕度（％）                | 73                                | 73                                | 72                                | 72                                | 73                                | 78                                | 83                                | 84                                | 80                                | 75                                | 75                                | 72                                | 76                                |
| 来源：中国气象数据网              |                                   |                                   |                                   |                                   |                                   |                                   |                                   |                                   |                                   |                                   |                                   |                                   |                                   |

盐城是江苏省面积最大的省辖市。全市总面积1.69万平方公里，其中耕地面积77.82万公顷，河湖水面1300多平方公里。海洋和滩涂资源十分丰富。沿海滩涂总面积4550平方公里（含辐射沙洲），其中潮上带1677平方公里，潮间带1610平方公里，分别占全省的75%、64.6%、60.8%。隶属于东台、大丰、射阳、滨海、响水等县（市）的沿海滩涂，近期可供开发利用的面积达1300平方公里。目前，射阳河口以南沿海地段还以每年10多平方公里的速度向大海延伸。
石油天然气资源蕴藏较多。已探明石油天然气蕴藏量达800亿立方米，预计总储量达2000亿立方米，为中国东部沿海地区陆上最大的油气田。沿海和近海有约10万平方公里的黄海储油沉积盆地，居全国海洋油气沉积盆地第2位。
世界自然遗产中国黄（渤）海候鸟栖息地（第一期） 位于盐城市，由江苏大丰麋鹿国家级自然保护区、江苏盐城国家级珍禽自然保护区南段及东沙试验区和江苏盐城条子泥市级自然保护区（YS-1）、江苏盐城湿地珍禽国家级自然保护区中段（YS-2）两部分组成，是由潮间带滩涂和其他滨海湿地组成的候鸟栖息地。2019年7月5日在阿塞拜疆巴库举行的第43届联合国教科文组织世界遗产委员会会议中被列入。
位于盐城市境内的大丰麋鹿国家级自然保护区是目前世界上占地面积最大、麋鹿种群数量最多、并建立了第一个麋鹿基因库的自然保护区。同样位于盐城境内的盐城国家级珍禽自然保护区为中国最大的海岸带保护区，1992年11月被联合国教科文组织人与生物圈协调理事会批准为生物圈保护区，并纳入“世界生物圈保护区网络”。1996年又被纳入“东北亚鹤类保护网络”，1999年成为“东亚—澳大利亚涉禽迁徙网络”成员，2002年1月被列入Ramsar国际重要湿地名录，保护区是挽救一些濒危物种的最关键地区，如丹顶鹤、黑嘴鸥、獐、震旦鸦雀等。每年来区越冬丹顶鹤达到千余只，占世界野生种群50%以上，是全球最大的丹顶鹤越冬地。

## 政治

### 现任领导
| 机构     | · 中国共产党 · 盐城市委员会 | 盐城市人民代表大会 常务委员会 | 盐城市人民政府     | · 中国人民政治协商会议 · 盐城市委员会 |
| 职务     | 书记                        | 主任                          | 市长               | 主席                                  |
| -------- | --------------------------- | ----------------------------- | ------------------ | ------------------------------------- |
| 姓名     | 周斌                        | 王荣                          | 严汉平             | 羊维达                                |
| 民族     | 汉族                        | 汉族                          | 汉族               | 汉族                                  |
| 籍贯     | 江苏省泰兴市                | 江苏省阜宁县                  | 陕西省西安市鄠邑区 | 江苏省阜宁县                          |
| 出生日期 | 1968年10月（56歲）          | 1966年8月（58—59歲）          | 1974年11月（50歲） | 1970年2月（55歲）                     |
| 就任日期 | 2023年3月                   | 2022年2月                     | 2025年7月          | 2024年1月                             |

### 历任领导
| 市委书记 - 金基鹏（1983年3月－1989年5月） - 曹兴福（1989年9月－1992年1月） - 徐国健（1992年1月－1995年6月） - 林祥国（1995年6月－2001年8月） - 张九汉（2001年8月－2006年1月） - 赵鹏（2006年4月－2013年2月） - 朱克江（2013年2月－2016年9月） - 王荣平（2016年9月－2018年4月） - 戴源（2018年4月－2021年7月） - 曹路宝（2021年7月－2021年11月） - 徐缨（2022年5月－2023年3月） - 周斌（2023年3月－） | 市长 - 秦兆桢（1984年7月－1989年9月） - 徐其耀（1989年9月－1997年12月） - 李全林（1997年12月－2000年12月） - 陶培荣（2000年12月－2002年12月） - 赵鹏（2002年12月－2006年4月） - 李强（2006年4月－2011年9月） - 魏国强（2011年9月－2014年7月） - 王荣平（2014年7月－2016年9月） - 戴源（2016年9月－2018年4月） - 曹路宝（2018年4月－2021年8月） - 周斌（2021年8月－2023年5月） - 张明康（2023年5月－2025年7月） - 严汉平（2025年7月－） |

### 行政区划
盐城市现辖3个市辖区、5个县，代管1个县级市。
- 市辖区：亭湖区、盐都区、大丰区
- 县级市：东台市
- 县：响水县、滨海县、阜宁县、射阳县、建湖县

此外，盐城市还设立以下城市功能区：国家级盐城经济技术开发区、江苏省盐南高新技术开发区

## 人口
根据2020年第七次全国人口普查，全市常住人口为6,709,629人。同第六次全国人口普查的7,262,200人相比，十年共减少了552,571人，下降7.61%，年平均增长率为-0.79%。其中，男性人口为3,379,832人，占总人口的50.37%；女性人口为3,329,797人，占总人口的49.63%。总人口性别比（以女性为100）为101.5。0－14岁的人口为1,008,518人，占总人口的15.03%；15－59岁的人口为3,867,738人，占总人口的57.64%；60岁及以上的人口为1,833,373人，占总人口的27.32%，其中65岁及以上的人口为1,333,685人，占总人口的19.88%。居住在城镇的人口为4,301,656人，占总人口的64.11%；居住在乡村的人口为2,407,973人，占总人口的35.89%。

### 民族
全市常住人口中，汉族人口为6,688,061人，占99.68%；各少数民族人口为21,568人，占0.32%。与2010年第六次全国人口普查相比，汉族人口减少559,075人，下降7.71%，占总人口比例下降0.11个百分点；各少数民族人口增加6,504人，增长43.18%，占总人口比例增加0.11个百分点。

## 经济
产稻、麦、棉等。盐城为中国棉花与淡水鱼重要产区，是江苏省新兴桑蚕基地。
工业有轻纺、电子、机械、化工、食品、建材等，其中“燕舞牌”收录机曾因广告有特点而全国闻名。现在有悦达集团、中大集团、江动集团等一系列企业成为经济新的增长点，江苏省唯一的乘用车企业“东风悦达起亚汽车有限公司”就落户在盐城。在清洁能源方面，盐城拥有国内最大海上风电机组。
2003年全国(大陆)综合实力百强城市中排名第83名，2004年上升至第75名，2008年上升至第53名。2013年上升至第42名2013年盐城市实现地区生产总值达3475.50亿元，人均地区生产总值达48161.80元（按2013年年均汇率折算为7776.56美元），高于全国平均水平。

## 交通

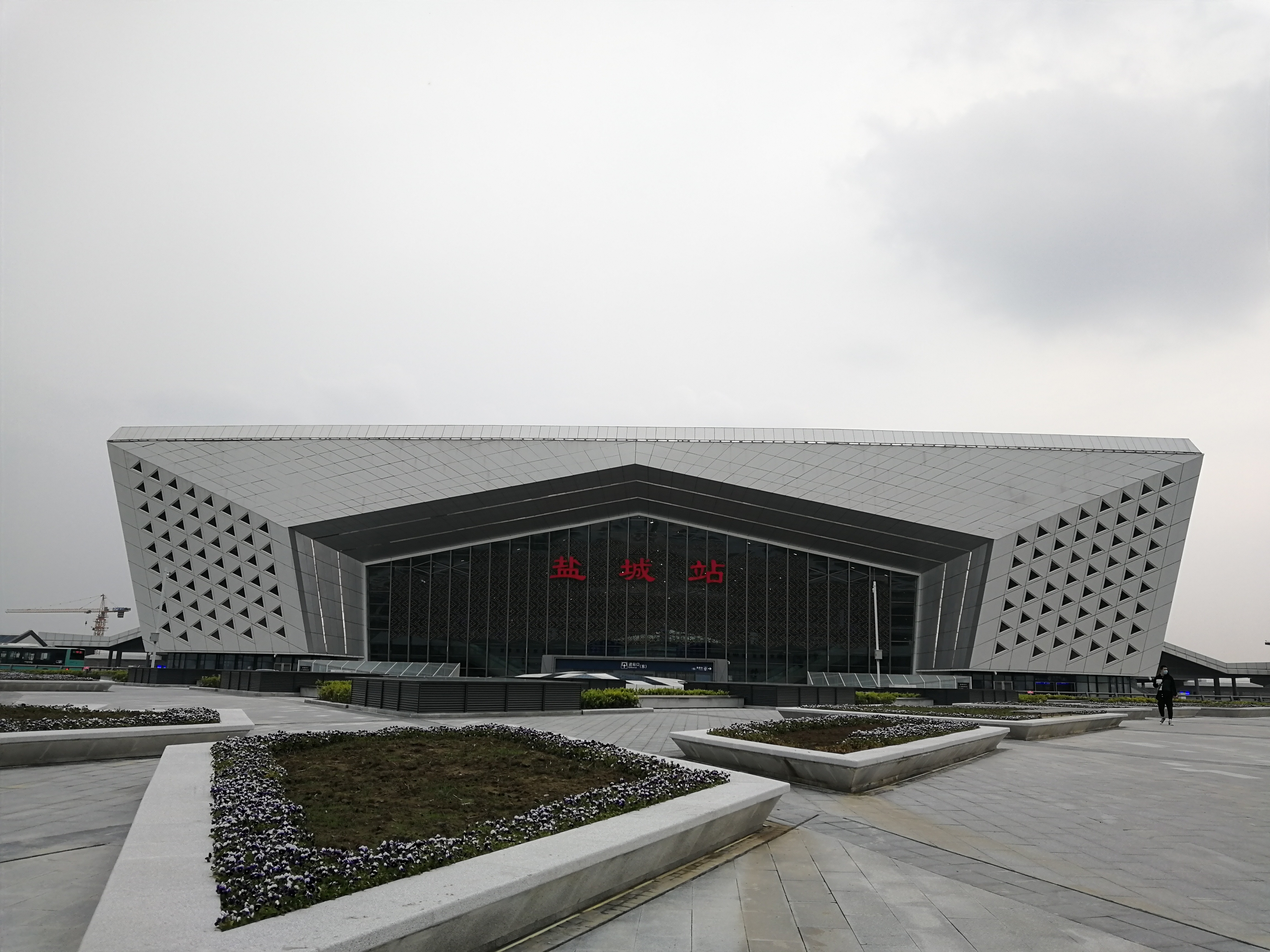
盐城站

盐城的交通事业最近几年发展迅速。盐城为江苏东部南北交通要冲，高速公路通达各县区，盐城也是江苏省重要的水网地区。

### 高速公路
全市高速公路总里程359.08公里。 沈海高速（原称“沿海高速公路”）、 盐靖高速公路（原称“宁靖盐高速公路”）、 盐淮高速公路（原称“宿淮盐高速公路”或“盐徐高速公路”)以上三条高速公路已经建成合围盐城城区。另外还有江苏临海高等级公路，建湖—阜宁高速公路。 204国道、 343国道过境。

### 铁路
- 新长铁路
- 青盐铁路
- 徐盐客运专线
- 盐通高速铁路
- 盐通高速铁路
- 徐盐客运专线

### 民航
盐城南洋机场为国家一类航空开放口岸，已开通盐城至香港、韩国首尔、台湾等国际及地區班机，并将陆续开通至东南亚国家和日本的航班。

### 港口
盐城港下辖四个港区：大丰港区、滨海港区、射阳港区、陈家港区。其中大丰港区是国家一类开放口岸，盐城港的主港区。

### 航道
全市共有航道4504公里，占全省航道总里程的五分之一，是水运大市。

### 巴士快速交通系统(BRT)
于2010年5月1日正式通车 为全国第17条，江苏第2条快速公交线路。全线目前有13条线路：快速公交一号线(B1)，快速公交二号线(B2)，快速公交三号线(B3)，快速公交支线1(B支1)，快速公交支线2(B支2)，快速公交支线3(B支3)，快速公交支线4(B支4)，快速公交支线5(B支5)，快速公交支线6(B支6)，快速公交支线7(B支7)，快速公交支线8(B支8)，高架环线（H1、H2）。

## 文化

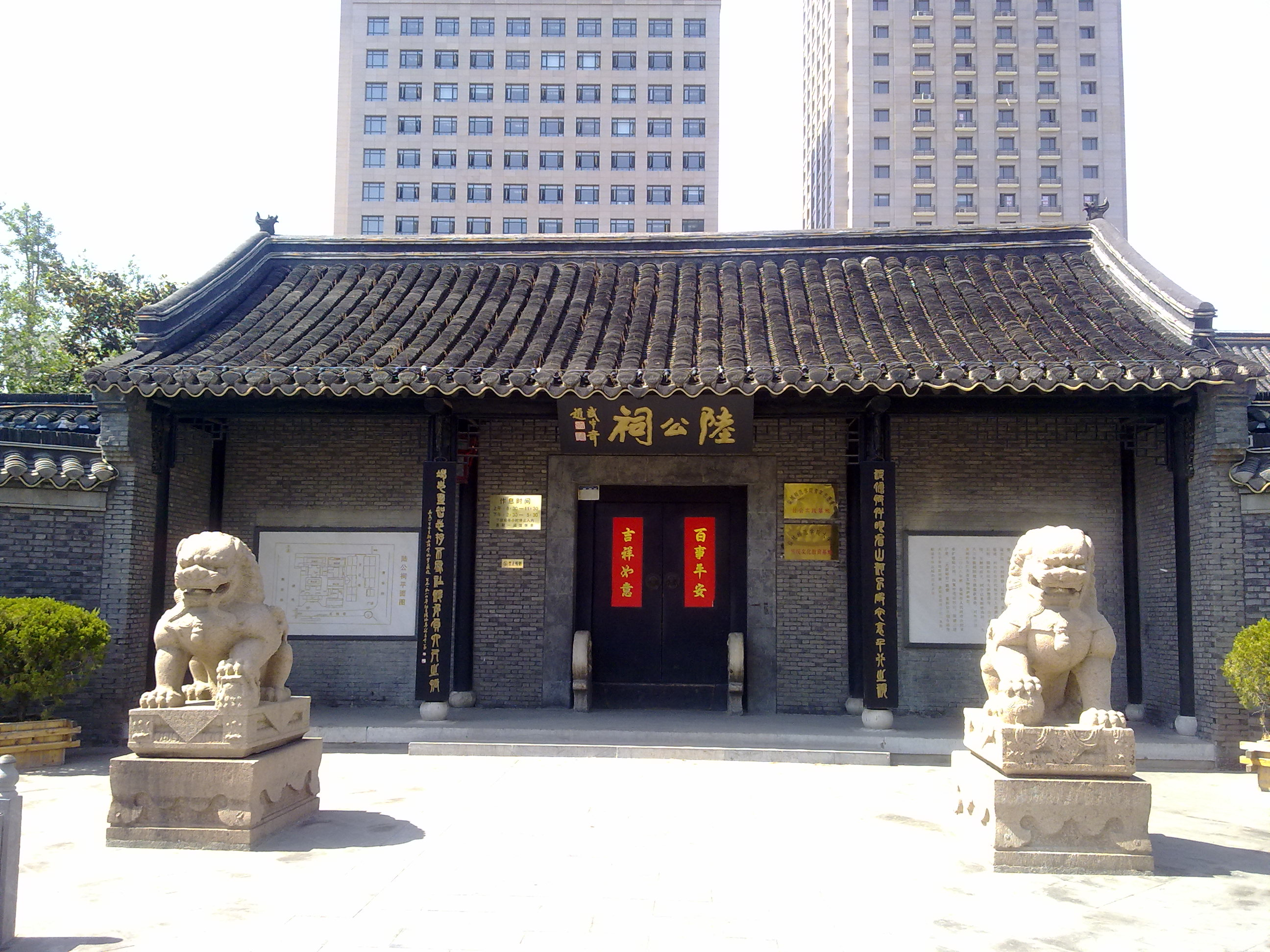
陆秀夫祠

盐城出现过文雄海内的"建安七子"之一陈琳、南北朝名医徐道度、清代治水专家冯道立、孙玉澍、书法家宋曹、画家万岚等名人。
建湖的"百戏"在唐代即享有盛誉，庆丰十八团是中国三个半杂技发源地之一（另两个是山东聊城、河北吴桥；半个是北京天桥）。
盐城是淮剧的主要发源地和流行地区之一。
盐城有始建于唐代的永宁禅寺、南宋丞相陆秀夫祠堂、明末著名书法家宋曹故居、现代名人胡乔木、乔冠华的故里。

### 方言
汉语-江淮官话-洪巢片-淮东小片-建盐方言地区：
- 亭湖、建湖、盐都、射阳黄沙港以南和大丰斗龙港以北。

汉语-江淮官话-洪巢片-淮东小片-滨阜方言地区：
- 滨海、阜宁、响水南部、射阳黄沙港以北。

汉语-江淮官话-洪巢片-淮东小片-海州方言地区：
- 响水北部。

汉语-江淮官话-通泰片：
- 大丰斗龙港以南、东台。

在大丰、东台、射阳沿海地方分布有汉语-吴语-太湖片-启海话，这是100年前海门、启东移民垦荒的结果。

## 宗教
- 永宁寺，原名为护国永宁禅寺，始建于唐武德六年（624年），是唐代三十六大寺之一。永宁寺位于亭湖区环城村，现任主持为茗山法师，都监为乘愿法师，僧众20多人[16]。

## 名胜古迹
境内有始建于唐代的永宁禅寺，还有响水云梯关遗址、施耐庵纪念馆、卞仓枯枝牡丹园、南宋丞相陆秀夫陆公祠、新四军新四军重建军部旧址泰山庙等名胜古迹。

## 景点
盐渎公园、新四军纪念馆、海盐博物馆、盐城水街、建湖九龙口、盐都大纵湖、盐城博物馆、湿地遗产博物馆等

### 全国重点文物保护单位
- 新四军重建军部旧址
- 海春轩塔

### 国家级非物质文化遗产
- 淮剧
- 建湖杂技
- 董永传说

## 教育

### 高等教育

#### 本科
- 盐城师范学院
- 盐城工学院

#### 高职（专科）
- 盐城工业职业技术学院
- 江苏医药职业学院
- 盐城幼儿师范高等专科学校
- 明达职业技术学院
- 盐城技师学院

### 中小学教育

#### 四星级高中
盐城市第一中学、江苏省盐城中学、盐城市田家炳中学、盐城市龙冈中学、盐城市伍佑中学、江苏省大丰高级中学、盐城市大丰区新丰中学、盐城市大丰区南阳中学、江苏省东台中学、东台市安丰中学、东台市唐洋中学、江苏省射阳中学、射阳县第二中学、江苏省建湖高级中学、江苏省上冈高级中学、江苏省阜宁中学、江苏省滨海中学、滨海县八滩中学、江苏省响水中学、盐城市时杨中学、盐城市大冈中学、盐城明达中学

#### 盐城市区优质高中小学
- 高中：盐城市第一中学、江苏省盐城中学、盐城市亭湖高级中学
- 初中：盐城市初级中学(盐城市鹿鸣路初级中学)、盐城市第一初级中学、盐城市毓龙路实验学校、盐城市景山中学、盐城亭湖新区初级中学等
- 小学：盐城市第一小学(盐城市实验小学)、盐城市聚亨路小学、盐城市毓龙路实验学校、盐城市解放路实验学校、盐城市盐渎路小学、盐城市串场河小学、盐城市第二小学、盐城亭湖新区实验小学等

### 职业教育
- 江苏省盐城技师学院
- 盐城生物工程高等职业技术学校
- 盐城机电高等职业技术学校
- 盐城高等师范学校
- 江苏省盐南中等专业学校

## 友好城市
国内
- 江苏省常州市
- 辽宁省丹东市
- 黑龙江省齐齐哈尔市
- 陕西省延安市
- 陕西省咸阳市
- 安徽省淮北市

国外
- 俄羅斯圣彼得堡市彼得格勒区
- 日本鹿嶋市
- 南原市
- 美国圣迭戈